# Calligra Words
Calligra Words (precedentemente KWord) è un elaboratore di testi, parte suite di software di produttività personale Calligra Suite (precedentemente KOffice), originariamente progettata per il desktop environment KDE, divenuta multipiattaforma grazie al porting sulle librerie Qt4.
La disposizione del testo sulla pagina è gestita tramite riquadri, questa caratteristica rende Words simile a FrameMaker di Adobe. I riquadri possono essere disposti a piacere sulla pagina, possono incorporare testo, grafica e oggetti complessi. Ogni nuova pagina è un riquadro a sé stante, ma il testo scorre da una pagina all'altra grazie alla capacità di Words di collegare i riquadri uno all'altro. L'uso dei riquadri permette che la composizione di pagine complesse possa essere ottenuta con relativa facilità e lo rende utilizzabile anche per progetti di desktop publishing.
Words è in grado di salvare e caricare documenti di svariati formati e supporta il formato OpenDocument che dalla versione 1.5 è predefinito.